# Édouard Rigaudière
 (mai 2024).
Édouard Rigaudière est un compositeur franco-britannique né le 3 novembre 1988 à Paris.

## Biographie

### Enfance et études
Édouard Rigaudière naît le 3 novembre 1988 à Paris. Il commence la guitare dès l'âge de 6 ans, et il étudie plus tard le jazz à l'American School of Modern Music. À partir de 2010, il suit plusieurs formations rock et jazz dans lesquelles on ressent énormément l'influence du cinéma notamment dans des clips.

### Carrière
Compositeur pour le cinéma et les plateformes de streaming, Édouard Rigaudière co-compose la majorité de ses bandes originales avec Anthony D'Amario, rencontré lors de leurs études de jazz.
En 2016, après avoir composé pour quelques courts métrages comme Conte sur moi de Jonas Bloquet, il compose sa première bande originale pour la série Loin de chez nous du réalisateur Fred Scotlande.
En 2018, le réalisateur Pascal Laugier fait appel à lui et à Anthony D'Amario pour composer la musique du film Ghostland avec lequel ils gagneront le prix du jury au Festival international du film fantastique de Gérardmer la même année.
À partir de 2021, il compose pour des séries Disney+ (Les Amateurs), Paramount+ et Salto, ainsi que pour des documentaires.
En juin 2024, la musique du film Sous la Seine sera révélée de Xavier Gens sur la plateforme Netflix, mettant en scène un requin dans la Seine lors d'une compétition de triathlon, pour laquelle il a co-composé la musique.

## Filmographie

### Longs métrages
- 2018 : Ghostland de Pascal Laugier (non crédité)
- 2021 : Terra Libre de Gert-Peter Bruch (documentaire)
- 2023 : Take a Chance de Maria Thulin (documentaire)
- 2024 : Sous la Seine de Xavier Gens

### Courts métrages
- 2016 : Conte sur moi de Jonas Bloquet

### Séries télévisées
- 2020 : Ils étaient dix (6 épisodes)
- 2022 : Cuisine interne (6 épisodes)
- 2022-2023 : Les Amateurs (10 épisodes)
- 2023 : Follow (6 épisodes)
- 2025 : Intraçables (6 épisodes)